# Церковь Святого Апостола Андрея (Кривичи)
Церковь Святого Апостола Андрея (бел. Касцёл святога Андрэя Апостала) — католический храм в городском посёлке Кривичи, Минская область, Белоруссия. Относится к Мядельскому деканату Минско-Могилёвского архидиоцеза. Памятник архитектуры в стиле барокко, построен в 1796 году. Храм включён в Государственный список историко-культурных ценностей Республики Беларусь, освящён во имя апостола Андрея. Расположен по адресу: ул. 17 сентября, 56.

## История
Монастыри ордена тринитариев, основанного в XII веке, начали появляться в Речи Посполитой с конца XVII века. Монастырь тринитариев в Кривичах был основан в 1770 году и стал пятым на территории современной Белоруссии после монастырей в Бресте (1709), Орше (1714), Молодечно и Витебске (1758).
Вначале при монастыре был построен деревянный храм, в 1796 году было завершено строительство каменной барочной церкви. В том же году храм был освящён епископом Трокским.

В книге «Материалы по истории и географии Дисненского и Вилейского уездов Виленской губернии» (Витебск, 1896) про костел в Кривичах сказано следующее:
«В 1770 г. Андрей Укольский, владетель значительной части Кривич, поселил здесь тринитаров; в 1777 г. он построил каменный костел, в котором находилась статуя Исуса Христа, слывшая чудотворною».
После Польского восстания 1830 года все монастыри тринитариев на территории современной Белоруссии были закрыты, включая кривичский. После закрытия монастыря храм стал обычным приходским, а бывшие жилые помещения монахов стали принадлежать приходу.
Сохранились «Исповедальные списки Кривичского костела за 1853 г.» и «Исповедальные росписи Кривичского костёла» (1865 год).

### Настоятели костёла, 1867—1939
По имеющимся сведениям:

1867 — Иосиф Коркуць.

1886 — ксендз Наполеон Любовицкий, который позднее был назначен Вилейским деканом и администратором костела в Радошковичах.

1891 — ксендз Франциск Сидорович.

1915 — Пётр Блажевич.

1939 — ксендз Иосиф Казимирович Кропивницкий (род. в 1882 году), награжденный польским правительством "Крестом заслуги".
Во второй половине XIX века весь архитектурный комплекс был обнесён оградой с трёхарочными воротами. В таком виде комплекс сохранился до наших дней.
В Национальном историческом архиве Беларуси хранятся метрические книги Кривичского тринитарского костела за 1817, 1820, 1827—1848 годы и Кривичской часовни за 1833—1837 годы.
Сохранились также метрические выписки Кривичского костела за 1866,1868—1871 годы.
В отделе ЗАГС Мядельского райисполкома хранятся метрические книги Кривичского костела о рождении, браке и смерти за 1928—1931 и за 1932—1937 годы.
25 августа 1945 года был арестован «за антисоветскую агитацию» ксёндз костёла в местечке Кривичи Кривичского района Иосиф Казимирович Крапивницкий (род. в 1882  в деревне Данюшево Сморгонского района) и по статье 72б Уголовного кодекса БССР (антисоветская агитация) 16 января 1946 года был приговорён к 8 годам исправительно-трудовых лагерей, 5 годам поражения в правах и конфискации имущества. Реабилитирован Президиумом Минского областного суда 19 мая 1993 года.

### Мемориальная доска
На стене храма установлена Мемориальная доска в память о выдающемся писателе,  ученым и поэте Яне Ходзько, который родился в Кривичах.

## Архитектура
Храм Святого Андрея Апостола — однонефная базилика с квадратной апсидой и с высокой трёхъярусной башней-колокольней над главным фасаде (третий ярус не завершён). К храму с юго-восточной стороны апсиды примыкает двухэтажный монастырский корпус.
Неф перекрыт цилиндрическим сводом с распалубками, поделён на три травеи широкими подпружными арками.
Доминантой интерьера служит алтарь с деревянной статуей Спасителя, которая весьма похожа на статую из Антоколя — предместья Вильно. В 1855 году Адам Киркор записал народное предание о том, что две статуи одновременно были привезены из Рима.
Храм и монастырский комплекс обнесены оградой из бутового камня с трёхарочными воротами из красного кирпича.

## Интерьер
Алтарь богато украшен позолоченной лепкой и статуями Св. Петра и Павла, Матери Божьей Скорбящей и Св. Иоанна Евангелиста в стиле барокко. В центральной нише находится статуя Христа из Назарета, которая была привезена из Антоколя, предместья Вильно, и почитается как чудотворная. Увенчен алтарь скульптурной композицией: ангел спасает из маврского плена двух христиан. В глубоких нишах боковых стен храма расположены шесть алтарей, посвященные Матери Божьей, Св. Антонию Падуанскому, Св. Андрею Апостолу, Св. Каетану и др. В одном стиле с алтарем выполнен амвон, украшенный позолоченной деревянной резьбой.